# Ziekte van Marie-Bamberger
De ziekte van Marie-Bamberger  of hereditaire hypertrofische osteoartropathie is een gewrichtsziekte met ontsteking van de grote gewrichten, trommelstokvingers en verdikking van de huid, het kan op zichzelf staan maar wordt ook wel gezien bij longkanker (paraneoplastisch). Het syndroom kan ook ontstaan bij andere longaandoeningen.

## Symptomen
De symptomen zijn zwelling en pijn van de scharniergewrichten (knieën) en kogelgewrichten (schouders, heup), trommelstokvingers en woekeringen van het bindweefselvlies rondom de lange pijpbeenderen (polsen, enkels). Soms kunnen er ook klachten zijn van verdikking van de huid in het gezicht, de ledematen en het schilferen van de huid.

## Behandeling
De symptomen verdwijnen meestal bij een succesvolle behandeling van de ziekte die het syndroom veroorzaakt. Ook een aangepaste kinesitherapie kan tijdelijk ongemakken en pijnen verhelpen.